# Sar Zangūleh
Sar Zangūleh (persiska: Zangūleh, زنگوله, سر زنگوله) är en ort i Iran.   Den ligger i provinsen Lorestan, i den västra delen av landet, 400 km sydväst om huvudstaden Teheran. Sar Zangūleh ligger 1 136 meter över havet och antalet invånare är 115.
Terrängen runt Sar Zangūleh är varierad. Runt Sar Zangūleh är det ganska tätbefolkat, med 72 invånare per kvadratkilometer. Närmaste större samhälle är Khorramābād, 9,1 km nordost om Sar Zangūleh. Runt Sar Zangūleh är det i huvudsak tätbebyggt.